# Sciophila praecox
Sciophila praecox är en tvåvingeart som beskrevs av Philippi 1865. Sciophila praecox ingår i släktet Sciophila och familjen svampmyggor. Inga underarter finns listade i Catalogue of Life.